# Little Warford
Little Warford is een civil parish in het bestuurlijke gebied Cheshire East, in het Engelse graafschap Cheshire met 419 inwoners.